# ایگور گرازین
ایگور گرازین (استونیایی: Igor Gräzin؛ زادهٔ ۲۷ ژوئن ۱۹۵۲) سیاستمدار و نماینده سابق مجلس اهل استونی است.